# Pennisetum divisum
Pennisetum divisum är en gräsart som först beskrevs av Peter Forsskål och Johann Friedrich Gmelin, och fick sitt nu gällande namn av Johannes Jan Theodoor Henrard. Pennisetum divisum ingår i släktet borstgräs, och familjen gräs. Inga underarter finns listade i Catalogue of Life.